# 李将军碑
李将军碑，位于中国甘肃省合作市，为一个省级文物保护单位，类型为石窟寺及石刻。
李将军碑的历史年代为唐代。